# Yemane Tsegay

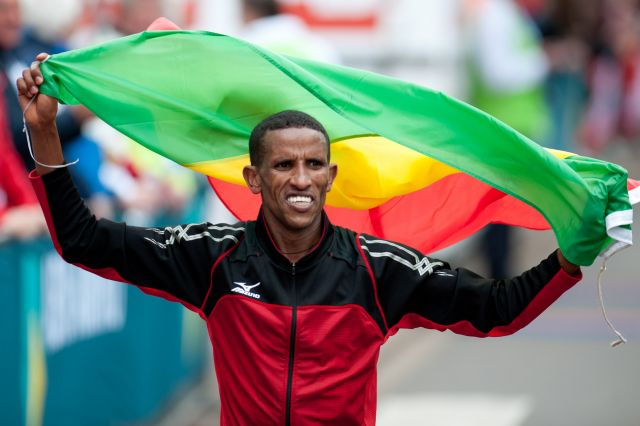
Rotterdam 2012

Yemane Tsegay (Yemane Tsegay Adhane, amharisch የማነ ፀጋዬ አድሃነ; * 8. April 1985) ist ein äthiopischer Marathonläufer.
2008 siegte er beim Halbmarathon von Casablanca in 1:02:02 Stunden, wurde Dritter beim Casablanca-Marathon in 2:13:29 Stunden und stellte beim Marathon von Macau mit 2:15:06 einen Streckenrekord auf.
2009 wurde er in 2:10:48 Zweiter beim Marrakesch-Marathon und qualifizierte sich dann als Vierter des Paris-Marathons mit einer Zeit von 2:06:30 für die Leichtathletik-Weltmeisterschaften in Berlin, wo er Vierter in 2:08:42 wurde. Im Herbst siegte er dann beim Gyeongju International Marathon in 2:08:52.
2010 gewann er den Biwa-See-Marathon in 2:09:34. Beim Prag-Halbmarathon wurde er Dritter, beim Prag-Marathon Zweiter und beim Berlin-Marathon Vierter. 2011 wurde er Neunter beim Tokio-Marathon, Achter beim Prag-Marathon, Dritter beim JoongAng Seoul Marathon und gewann den Taipei International Marathon.
2012 folgte einem zehnten Platz beim Dubai-Marathon ein Sieg beim Rotterdam-Marathon in seiner Bestzeit von 2:04:48.
Bei den Weltmeisterschaften 2015 in Peking gewann er in 2:13:08 Stunden die Silbermedaille im Marathonlauf. Den Fukuoka-Marathon 2016 gewann er in der Zeit von 2:08:48 mit einem Vorsprung von 9 Sekunden vor dem ehemaligen Weltrekordhalter Patrick Makau.

## Persönliche Bestzeiten
- Halbmarathon: 1:01:37 h, 27. März 2010, Prag
- Marathon: 2:04:48 h, 15. April 2012, Rotterdam